# Diplognatha purpurascens
Diplognatha purpurascens är en skalbaggsart som beskrevs av Fabricius 1801. Diplognatha purpurascens ingår i släktet Diplognatha och familjen Cetoniidae. Inga underarter finns listade i Catalogue of Life.